# البطولات الوطنية الأمريكية 1966 (كرة مضرب)
قائمة بالأبطال في 1966 البطولات الوطنية الأمريكية لكرة المضرب (المعروفة الآن باسم أمريكا المفتوحة):

## الكبار

### فردي رجال
فريد ستول هزم  جون نيوكومب 4-6 12-10 6-3 6-4

### فردي سيدات
ماريا بيونو هزم  نانسي ريتشي 6-3, 6-1